# Vera (kommunhuvudort)
Vera är en kommunhuvudort i Argentina.   Den ligger i provinsen Santa Fe, i den nordöstra delen av landet, 600 km norr om huvudstaden Buenos Aires. Vera ligger 64 meter över havet och antalet invånare är 19 797.
Terrängen runt Vera är mycket platt.
Omgivningarna runt Vera är huvudsakligen savann. Runt Vera är det mycket glesbefolkat, med 2 invånare per kvadratkilometer.